# بوسا
بوسا، (بالإنجليزية: Bosa)‏، (سردينيا: Bòsa ،'Osa)، هي بلدية في مقاطعة أوريستانو، في سردينيا، إيطاليا. اعتبارا من عام 2016، كان هناك 7929 شخصًا يعيشون هناك. مساحتها 128.02 كيلومتر مربع. 2 متر فوق مستوى سطح البحر.

## السكان
في سنة 1861 بلغ عدد السكان 6٬442 نسمة، وتطور العدد ليصل في سنة 2011 لـ 8٬026 نسمة.
يظهر هذا المخطط البياني تطور النمو السكاني لـ بوسا

## توأمة
لبوسا اتفاقيات توأمة مع:
- بوياس